# Supplice de la cale

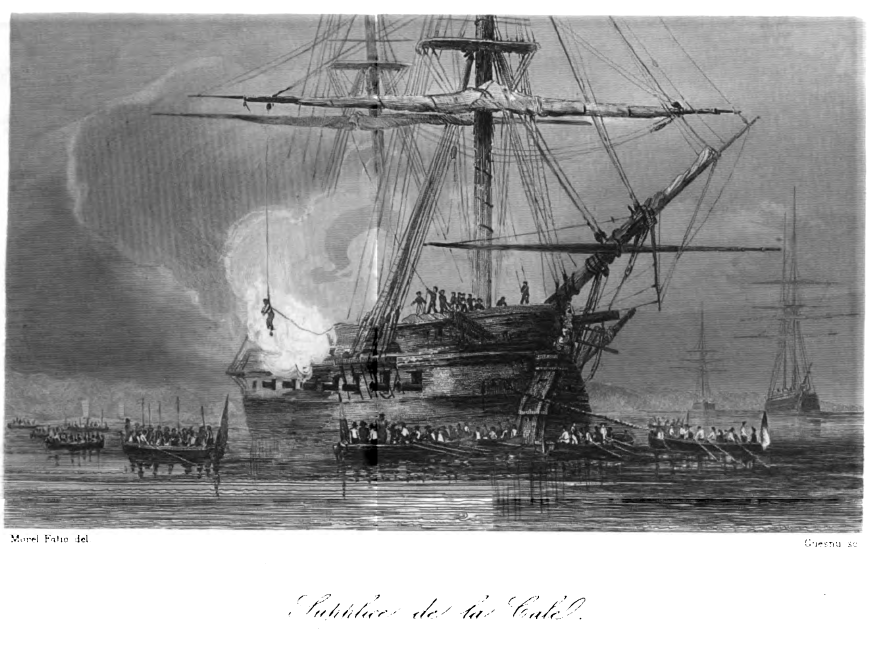
Supplice de la cale ordinaire. Noter le boulet aux pieds du condamné.

Le supplice de la cale est une forme de châtiment corporel qui a été en vigueur dans les marines militaires jusqu'au début du XIXe siècle. Son utilisation a été attestée notamment sur des navires anglais, hollandais et français. On « donnait la cale » pour punir des crimes tels que l'incitation à la désobéissance, voies de fait contre un homme du bord ou des civils à terre.
Les modalités de son application pouvaient varier largement, à la discrétion du commandant du vaisseau. Dans les pires des cas, elle équivalait à une mise à mort certaine accompagnée de torture.
Le point commun de toutes les formes de cale était d'être un châtiment infamant et spectaculaire aux fins d'exemplarité, et faisant participer une grande partie de l'équipage (de même que le « courre la bouline », qui était l'équivalent marin du châtiment des baguettes).

## Étymologie
Le nom de ce supplice n'a pas de relation directe avec la cale des navires, mais avec l'ancien emploi marin du verbe caler dans le sens d'« amener » (une vergue, une voile), « faire descendre ». De même, on parle de « cale » pour désigner un plomb destiné à maintenir sur le fond une ligne de pêche (d'où l'expression « pêche à la ligne calée »). En effet, les condamnés au supplice de la cale étaient le plus souvent lestés d'une lourde pièce métallique pouvant servir à les maintenir un certain temps sous la surface de l'eau.

## Cale ordinaire (« cale mouillée»)
Dans ses Institutes au droit criminel ou Principes généraux sur ces matières suivant le droit civil, canonique et la jurisprudence du Royaume l'avocat au Parlement Pierre-François Muyart de Vouglans écrit que ce châtiment « consiste à attacher le patient à une corde, et le jeter dans la mer du haut de la vergue du grand mât, ce qui se fait une ou plusieurs fois, suivant la qualité du crime ». C'est la définition de la « cale ordinaire ».
L'exécution de la sentence se pratique en rade, en présence d'autres navires mouillés à proximité ou qui envoient leurs équipages à bord de chaloupes se tenant pelles au salut. Le condamné est mené au pied du grand mât devant tout l'équipage rangé. Un boulet ou un lest métallique est fixé à ses pieds, ses poignets sont attachés à un cartahu renvoyé par une poulie à l'extrémité bâbord de la vergue qui le surplombe. Un coup de canon annonce l'exécution.

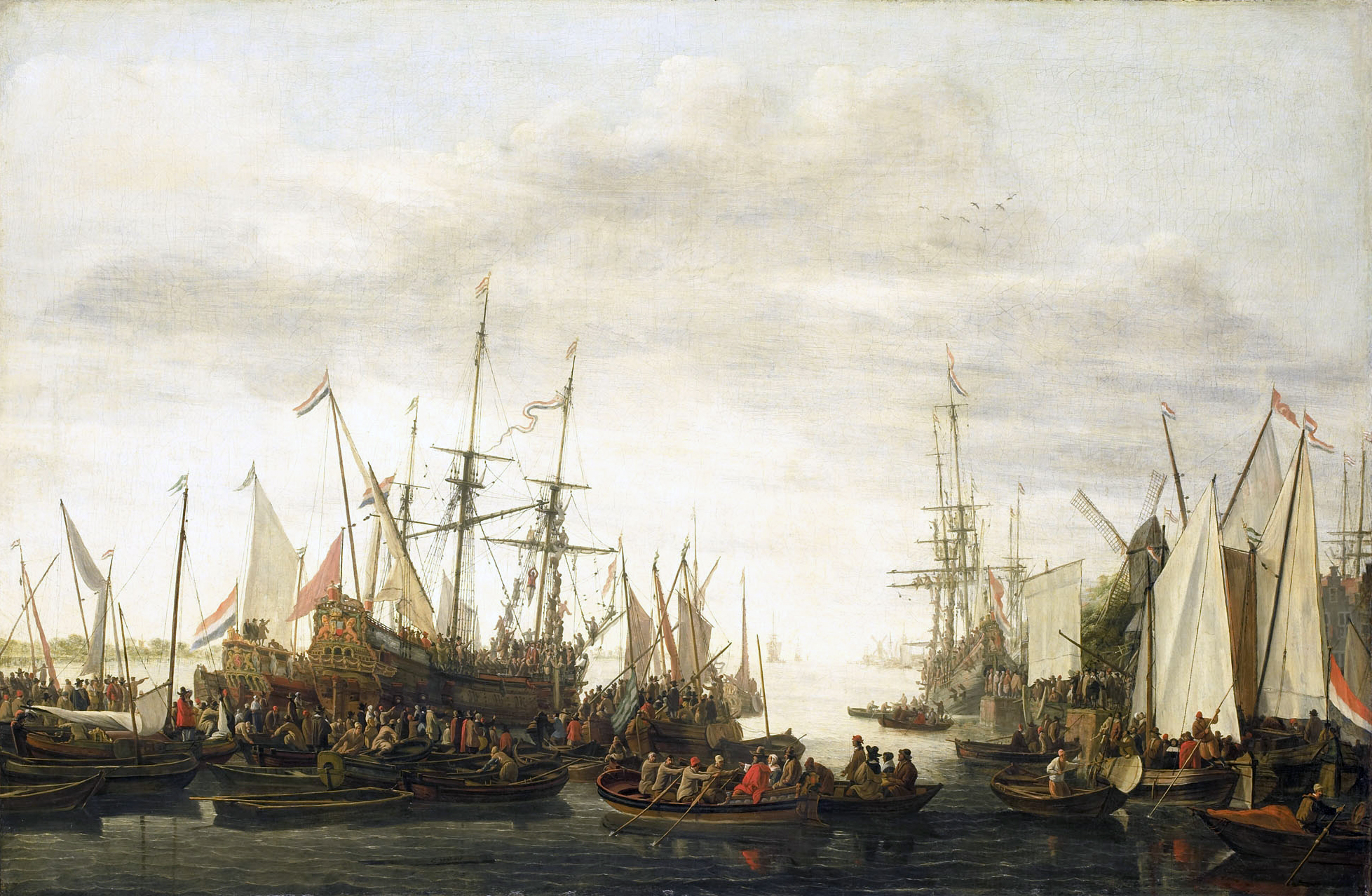
Tableau de Lieve Verschuier (entre 1660 et 1686), traditionnellement vu comme représentant la grande cale infligée par l'amiral van Nes à son chirurgien du bord qui aurait tenté de l'empoisonner (Rijksmuseum, Amsterdam).

Au commandement, l'équipage hisse le condamné en bout de vergue, puis le largue. Il peut rester un temps variable sous l'eau, et l'opération peut être répétée jusqu'à cinq fois, selon ce que prescrit la sentence. Le patient risque de périr assommé et noyé mais a en principe des chances de survie, ce qui apparente ce châtiment à une ordalie.

## Cale sèche
C'est l'équivalent marin de l'estrapade : la longueur de cordage laissé libre est ajustée de telle façon que la chute du condamné est brusquement arrêtée avant qu’il atteigne l'eau. Le supplicié a ainsi les bras désarticulés, voire arrachés, puis est abandonné dans les flots.

« Je vous emmène à mon bord, et, attaché à mon grand mât de perroquet, je vous fais administrer la cale sèche et jeter ensuite aux requins, qui vous apprendront la politesse. »

— Alexandre-Marie Maréchalle, Monsieur Bonnaventure, 1824

## Grande cale, ou «cale par-dessous la quille»
Un cordage est passé d'un bord à l'autre sous la coque du navire. Le condamné ligoté (ou enchaîné) y est attaché, et précipité à l'eau. Une partie de l'équipage le hale pour le tirer de l'autre bord, en le faisant passer sous la quille.
Selon l'Encyclopédie, « ce châtiment est rude et dangereux ; car le moindre défaut de diligence ou d'adresse de la part de ceux qui tirent la corde, ou quelqu'autre petit accident, peut être cause que celui qu'on tire, se rompe ou bras ou jambes, et même le cou ; aussi l'on met ce châtiment au rang des peines capitales ».
Le corps du supplicié, même si on le lestait suffisamment pour éviter un contact trop rude contre les concrétions terriblement abrasives de bernacles sur la coque, sortait de ce traitement dans un tel état que ses possibilités d'y survivre n'étaient pas garanties, à plus forte raison avec l'augmentation des dimensions et du tirant d'eau des navires entre le Moyen Âge et les temps modernes. Et s'il était halé lentement pour éviter de trop le blesser, il risquait d'être noyé. Sur les petits bâtiments, il arrivait que pour assurer la pleine rigueur du supplice on fasse parcourir au condamné toute la longueur de la carène, de l'étrave à l'arrière. La grande cale pouvait être infligée plusieurs fois de suite, jusqu'à ce que mort s'ensuive.
L'usage hollandais, particulièrement spectaculaire, était de combiner la chute d'une grande hauteur dans l'eau avec le passage sous la coque, le condamné étant ensuite hissé (la tête en bas) jusqu'à l'extrémité opposée de la vergue d'où il avait été largué de façon que l'opération puisse être répétée. Afin d'éviter une noyade prématurée, un chiffon imbibé d'huile était noué sur le visage de l'homme puni.
Les Hollandais veillaient à bien lester le patient pour éviter qu'il ne soit par trop lacéré par les bernacles sous la coque, mais ce n'était pas par souci humanitaire : les condamnés qui survivaient à la grande cale subissaient ensuite des coups de cordes ou de garcette. William Falconer, dans son Universal Dictionary of the Marine, remarque que « cette sentence exceptionnelle étant exécutée avec la sérénité de caractère propre aux Hollandais, on accorde au criminel des répits suffisants pour qu'il puisse recouvrer sa sensibilité à la douleur », car ce ne serait pas respecter l'esprit du jugement si le condamné subissait sa peine évanoui par manque d'air, engourdi par la froideur de l'eau l'hiver, ou étourdi par les coups reçus sur sa tête heurtant la coque.

## Histoire

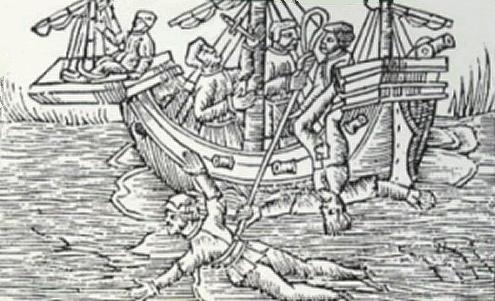
Gravure sur bois anglaise d'époque Renaissance montrant un condamné subissant la grande cale.

La Grèce antique a pratiqué la grande cale comme châtiment infligé aux pirates qui infestaient la mer Égée. La toute première mention connue du terme remonte au code maritime rhodésien (Lex Rhodia), datant de 800 av. J.-C., qui expose les punitions en cas de piraterie. La plus ancienne représentation de ce supplice a été trouvée sur un vase athénien du IVe – Ve siècle av. J.-C.,.

### À l'âge classique de la marine à voile
Ce châtiment semble avoir été réinventé vers la fin du Moyen Âge par les Hollandais, qui l'ont transmis aux marines des pays voisins. La plus ancienne mention écrite est une instruction rédigée en moyen néerlandais tardif, datée de mars 1537 et conservée dans le Diplomatarium Norvegicum ; elle prescrit que les matelots coupables d'ivrognerie durant les heures de quart, de rixe à bord, ou qui tirent un couteau contre leurs camarades, seront punis « par-dessous la quille ». La pratique n'a été formellement abolie qu'en 1853.
À la suite de la chose, les Hollandais ont répandu le mot kielhalen (« haler par la quille ») repris dans toutes les autres langues germaniques (anglais keelhauling, allemand Kielholen, danois kølhaling, suédois kölhalning).
En dehors des Pays-Bas, la grande cale tombe progressivement en désuétude au cours du XVIIIe siècle. En France, une ordonnance de 1704 bannit comme « contraire au caractère de la nation française » toute peine dont matelots et soldats pourraient rester estropiés, ce qui exclut dès lors la grande cale, et la Royal Navy la retire dans les années 1730 de sa liste des châtiments admissibles (mais il semble que des vaisseaux français et britanniques y ont eu encore recours plus tard afin de réprimer les cas d'insubordination lorsqu'ils naviguaient dans des mers lointaines). En Suède, la grande cale est abolie en 1755.
La cale ordinaire restera toutefois longtemps pratiquée en France. Le décret du 21 août 1790 sur le code pénal maritime se borne à réduire de cinq à trois fois consécutives le nombre maximal de cales ordinaires pouvant être infligées à un matelot.
Aux Pays-Bas, la grande cale fut supprimée des codes durant la période française (1795-1814) et réintroduite en 1815, mais il ne semble guère qu'elle fut utilisée au XIXe siècle. Ce n'est qu'en 1854 qu'elle sera officiellement abolie.
Noter que dans les provinces belges, sous le régime hollandais (1814-1830), la version en français du Code pénal maritime néerlandais appelait « cale » tout court (kielhalen dans la version en néerlandais) ce que les Français nommaient « grande cale », tandis que « cale ordinaire » se disait « tomber de la vergue » (van de raa vallen).

### Attestations auXIXesiècle
Un cas tardif (peut-être le dernier) d'application de la cale ordinaire à bord d'un navire français remonte à janvier 1830, en rade de Saint-Pierre de la Martinique. Deux matelots du commerce coupables de voies de fait contre un officier subirent par deux fois cette punition. Une relation détaillée de l'événement et du cérémonial qui l'entoure a été donnée en 1837 dans l'ouvrage La France maritime ; ce compte-rendu décrit les deux hommes comme « presque mourants » lorsqu'ils ont été transférés au poste du chirurgien de bord après l'exécution de la peine. La cale a été officiellement abolie en France par un décret du 26 mars 1848.
On possède un témoignage d'une grande cale (aux conséquences mortelles) infligée en 1882 dans le port d'Alexandrie à deux matelots égyptiens de la marine du Khédive. Parmi les témoins présents à bord d'un navire ancré juste à côté se trouvait un correspondant du journal britannique Morning Advertiser, qui a transmis une description horrifiée du supplice. Dès le premier passage sous la coque (il y en eut deux), les deux condamnés, ensanglantés, la peau lacérée, étaient déjà agonisants.

## Dans la culture populaire
- Le film américain Les Révoltés du Bounty (1935) et son remake de 1962 comportent tous deux une scène de grande cale censée avoir été infligée par le cruel commandant William Bligh : en fait, aucun témoignage n'atteste que tel événement ait eu lieu à bord de la HMS Bounty.
- Dans le film Les Bagnards de Botany Bay (1952), le héros (Alan Ladd) ainsi que son acolyte sont condamnés à la « cale par-dessous la quille » par le capitaine (James Mason), alors que le supplice est censé, selon un personnage, ne plus avoir été appliqué depuis 50 ans. Vivants à l'issue d'un premier passage, le capitaine ordonne un deuxième passage, durant lequel le compagnon meurt, mais le héros survit.
- En bande dessinée, une scène de cale ordinaire (mais comportant dix immersions !) est représentée dans Le Roi des Sept Mers, second épisode de la série Barbe-Rouge (planches 21 et 22), et une scène de grande cale est montrée dans La Fille sous la dunette, tome 1 des Passagers du vent (8e et 9e planches).
- Le groupe de pirate metal Alestorm évoque cet ancien châtiment dans une de ses chansons appelée Keelhauled. Il y raconte l'histoire d'un marin ayant commis des faits si graves qu'ils sont indicibles[14]. À travers les paroles, le chanteur rapporte comment cet homme est passé sous la quille et comment ils l'ont ensuite fait marcher sur la planche pour le punir. En se mettant à la place d'un pirate, il dit même qu'il a eu du plaisir à le voir passer sous la quille[14].
- Il existe un groupe de mathcore/sludge metal appelé Keelhaul (en), du nom anglais de ce châtiment.
- Le supplice de la grande cale (ici appelé "carénage") est évoqué comme moyen de pression par Jack Sparrow dans Pirates des Caraïbes : La Vengeance de Salazar.
- L'épisode 3 de la saison 4 de la série Black Sails comporte une scène de grande cale infligée au capitaine Teach.